# Парин, Борис Васильевич
Бори́с Васи́льевич Па́рин (1904—1968) — советский учёный-ортопед, доктор медицинских наук, профессор. Один из ведущих травматологов Советского Союза, крупнейший специалист в области пластической и реконструктивной хирургии. Сын известного хирурга В. Н. Парина, брат известного физиолога В. В. Парина, дядя переводчика и критика А. В. Парина.

## Биография
Родился 24 сентября 1904 года в Казани в семье студента Казанского университета, впоследствии — видного хирурга-клинициста Василия Николаевича Парина. Его отец был основателем одной из наиболее крупных периферийных хирургических школ в России — Пермской. Мать — Нонна Ивановна — была дочерью Ивана Матвеевича Петяева, известного педагога-просветителя, сподвижника Ильи Николаевича Ульянова.
В 1922 году поступил на медицинский факультет Пермского университета, который окончил в 1927 году, уже имея четыре печатные работы.
Свою врачебную деятельность в качестве ординатора начал в госпитальной хирургической клинике Пермского университета под руководством своего отца. Затем проходил стажировку в Ленинграде в клиниках выдающихся учёных-медиков Хольцова, Фёдорова и Гессе.
С 1932 по 1935 год отец и сын Парины работали в Ижевске. Здесь Василий Николаевич выступил организатором созданного по его инициативе медицинского института, а Борис Васильевич создал службу крови в Удмуртии и был организатором Республиканской станции переливания крови, которой ныне присвоено его имя.
В 1935 году Борису Васильевичу было присвоено учёное звание профессора. С 1935 по 1948 год он заведовал в Пермском мединституте последовательно кафедрами оперативной, общей и факультетской хирургии, совмещая эту работу с обязанностями декана и заместителя директора медицинского института по научной работе.
В годы Великой Отечественной войны Борис Васильевич, не прекращая учебной и научной работы в институте, работал в эвакогоспиталях как действующий хирург, консультант и научный руководитель. Он лично произвёл более 3000 сложных операций и вернул к активной полноценной жизни тысячи людей. По его инициативе, высказанной ещё в 1942 году и получившей одобрение Наркомздрава СССР и ЦК партии, в тяжёлые военные годы в СССР началось развёртывание сети специализированных отделений, а затем и госпиталей восстановительной хирургии.
В конце 1940-х годов Борис Васильевич был необоснованно отстранён от преподавания в Пермском мединституте. Весной 1947 года по ложному обвинению был снят со всех постов и без суда и следствия отправлен в тюремное заключение его старший брат — Василий Васильевич.
Чтобы хоть как-то прокормить семью, профессор Парин вынужден был занять должность заведующего анатомическим музеем при Пермском университете.
Лишь в середине 1950 года Министерство здравоохранения СССР допустило его к участию в конкурсе на заведование кафедрой в Киргизском мединституте. В столице Киргизии Фрунзе Борис Васильевич проработал четыре года, возглавлял кафедры нормальной анатомии и оперативной хирургии, был заместителем директора мединститута, участвовал в организации Академии наук Киргизии и выдвигался в её состав.
В 1953 году, после смерти Сталина, Василий Васильевич Парин был освобождён из заключения и восстановлен во всех правах и званиях. Бориса Васильевича Парина пригласили в Минздрав и предложили участвовать в конкурсе в любом вузе России. Он выбрал город Куйбышев, где была свободна кафедра факультетской хирургии. Но в Москве Борис Васильевич неожиданно встретил Николая Николаевича Блохина, который уговорил Парина поменять Куйбышев на Горький, чтобы взять под опеку его любимое детище — Институт Восстановительной хирургии.
Последние годы своей жизни профессор Парин работал в Горьком: вначале заведовал кафедрой и был проректором по науке в медицинском институте, а с 1957 года и до последнего дня — научным руководителем Института травматологии и ортопедии. Во многом именно благодаря его усилиям институт превратился в ведущее научное учреждение своего профиля в России. Профессору Парину неоднократно предоставлялось почётное право выступать с программными докладами на всесоюзных и республиканских съездах хирургов и травматологов в Горьком, Ленинграде, Ереване. Он с честью представлял советскую медицинскую науку за рубежом — в Чехословакии, ГДР, Венгрии, США.
Умер 20 февраля 1968 года в Москве. Похоронен в Нижнем Новгороде на 8 участке Бугровского кладбища.
Жена — Парина Галина Александровна (1916—1997), похоронена рядом с мужем.

## Награды
- Ордена Трудового Красного Знамени (1943, 1961).
- Орден Ленина (1963).
- Награждён медалями, среди которых «За доблестный труд в Великой Отечественной войне 1941—1945 гг.» (1945), «За победу над Германией в Великой Отечественной войне 1941—1945 гг.» (1945) и «За оборону Кавказа» (1945).
- Награждён бронзовой медалью и нагрудным знаком в связи со 100-летием со дня рождения А. С. Попова (1959).
- Заслуженный деятель науки РСФСР.

## Память
- Дом в Ижевске, в котором жила семья Париных, сейчас превращён в музей и на нём открыта мемориальная доска.
- В Нижнем Новгороде на Верхне-Волжской набережной, 18, где с 1957 по 1967 годы работал Б. В. Парин, ему установлена памятная доска (1997)[2].

Мемориальная доска Нижнем Новгороде на Верхне-Волжской набережной, 18
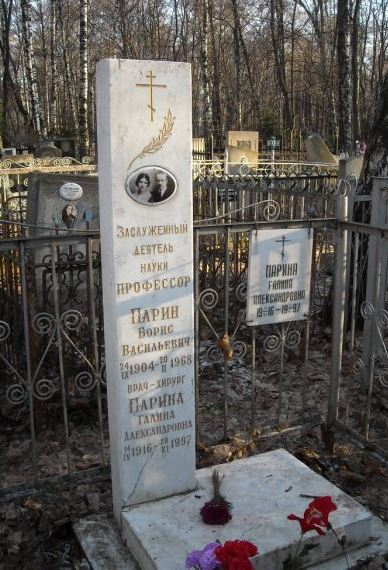
Парин Борис Васильевич — захоронение